# Maintenay
Maintenay est une commune française située dans le département du Pas-de-Calais en région Hauts-de-France. Ses habitants sont appelés les Maintenois. La commune est membre de la communauté de communes des 7 Vallées.

## Géographie

### Localisation
Localisée dans le sud-ouest du département du Pas-de-Calais et limitrophe du département de la Somme, Maintenay est une commune de la vallée de l' Authie située, à vol d'oiseau, à 12 km au sud-est de la commune de Montreuil-sur-Mer (chef-lieu d'arrondissement).
Le territoire de la commune est limitrophe de ceux de sept communes, dont deux, Argoules et Nampont, dans le département de la Somme.
Les communes limitrophes sont  Argoules, Boisjean, Buire-le-Sec, Nampont, Roussent, Saint-Rémy-au-Bois et Saulchoy.

### Géologie et relief
La superficie de la commune est de 12,11 km2 ; son altitude varie de 5  à   102 m.

### Hydrographie
Le territoire de la commune est situé dans le bassin Artois-Picardie.
L'Authie, cours d'eau naturel de 108,18 km, qui prend sa source dans la commune de Coigneux, située dans le département de la Somme, et qui se jette dans la Manche entre les communes de Berck et de Fort-Mahon-Plage, limite le territoire communal au sud. C'est aussi la frontière avec le département de la Somme.

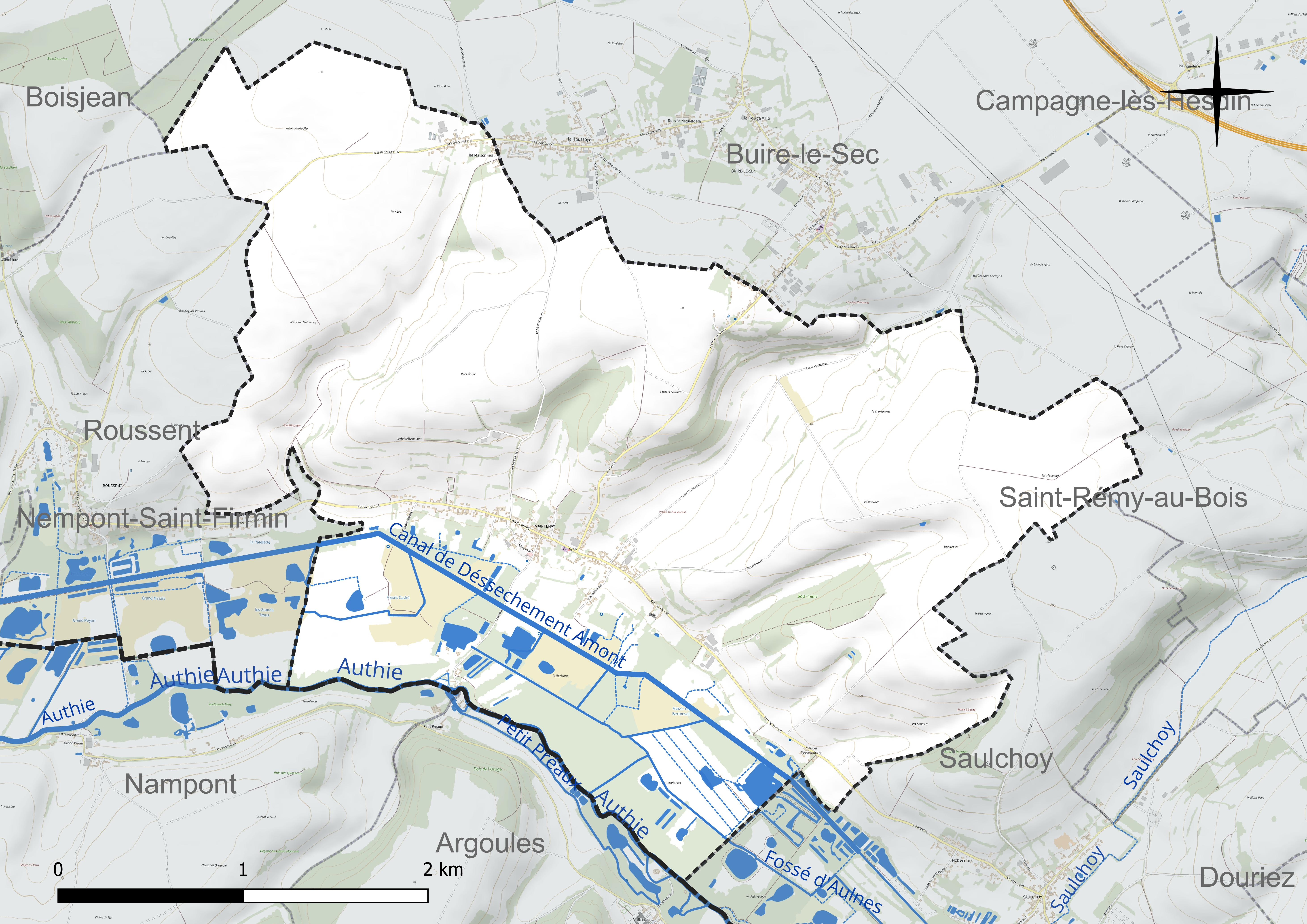
Réseau hydrographique de Maintenay.

### Climat
Pour des articles plus généraux, voir Climat des Hauts-de-France et Climat du Pas-de-Calais.
En 2010, le climat de la commune est de type climat océanique franc, selon une étude du CNRS s'appuyant sur une série de données couvrant la période 1971-2000. En 2020, Météo-France publie une typologie des climats de la France métropolitaine dans laquelle la commune est exposée à un climat océanique et est dans la région climatique Côtes de la Manche orientale, caractérisée par un faible ensoleillement (1 550 h/an) ; forte humidité de l’air (plus de 20 h/jour avec humidité relative > 80 % en hiver), vents forts fréquents.
Pour la période 1971-2000, la température annuelle moyenne est de 10,5 °C, avec une amplitude thermique annuelle de 12,7 °C. Le cumul annuel moyen de précipitations est de 914 mm, avec 12,6 jours de précipitations en janvier et 8,2 jours en juillet. Pour la période 1991-2020, la température moyenne annuelle observée sur la station météorologique la plus proche, située sur la commune du Touquet-Paris-Plage à 23 km à vol d'oiseau, est de 11,2 °C et le cumul annuel moyen de précipitations est de 888,8 mm,. Pour l'avenir, les paramètres climatiques de la commune estimés pour 2050 selon différents scénarios d'émission de gaz à effet de serre sont consultables sur un site dédié publié par Météo-France en novembre 2022.

### Paysages
Pour un article plus général, voir Paysage en France.
La commune s'inscrit dans l'est du « paysage du val d’Authie » tel que défini dans l’atlas des paysages de la région Nord-Pas-de-Calais, conçu par la direction régionale de l'Environnement, de l'Aménagement et du Logement (DREAL),.
Ce paysage, qui concerne 83 communes, se délimite : au sud, dans le département de la  Somme par le « paysage de l’Authie et du Ponthieu, dépendant de l’atlas des paysages de la Picardie et au nord et à l’est par les paysages du Montreuillois, du Ternois et les paysages des plateaux cambrésiens et artésiens. Le caractère frontalier de la vallée de l’Authie, aujourd’hui entre le Pas-de-Calais et la Somme, remonte au Moyen Âge où elle séparait le royaume de France du royaume d’Espagne, au nord.
Son coteau Nord est net et escarpé alors que le coteau Sud offre des pentes plus douces. À l’Ouest, le fleuve s’ouvre sur la baie d'Authie, typique de l’estuaire picard, et se jette dans la Manche. Avec son vaste estuaire et les paysages des bas-champs, la baie d’Authie contraste avec les paysages plus verdoyants en amont.
L’Authie, entaille profonde du plateau artésien, a créé des entités écopaysagères prononcées avec un plateau calcaire dont l’altitude varie de 100 à 163 m qui s’étend de chaque côté du fleuve. L’altitude du plateau décline depuis le pays de Doullens, à l'est (point culminant à 163 m), vers les bas-champs picards, à l'ouest (moins de 40 m). Le fond de la vallée de l’Authie, quant à lui, est recouvert d’alluvions et de tourbes. L’Authie est un fleuve côtier classé comme cours d'eau de première catégorie où le peuplement piscicole dominant est constitué de salmonidés. L’occupation des sols des paysages de la Vallée de l’Authie est composée pour 70 % en culture.

### Milieux naturels et biodiversité

#### Zones naturelles d'intérêt écologique, faunistique et floristique
L’inventaire des zones naturelles d'intérêt écologique, faunistique et floristique (ZNIEFF) a pour objectif de réaliser une couverture des zones les plus intéressantes sur le plan écologique, essentiellement dans la perspective d’améliorer la connaissance du patrimoine naturel national et de fournir aux différents décideurs un outil d’aide à la prise en compte de l’environnement dans l’aménagement du territoire.
Le territoire communal comprend deux ZNIEFF de type 1 :
- le marais de Roussent et Maintenay, d’une superficie de 354 hectares et d'une altitude variant de 5  à   8 mètres. Ce site se trouve dans la basse vallée de l’Authie, entre le canal de dessèchement et l’Authie, frontière administrative entre les départements du Pas-de-Calais et de la Somme[13] ;
- le marais d'Hébécourt et les prés Valloires à Saulchoy, d’une superficie de 86 ha et d'une altitude variant de 8  à   13 mètres. Ce site est constitué de vastes prairies humides à inondables pâturées ou fauchées, de mares et d’étangs bordés de roselières, de mégaphorbiaies ou de bouquets de saules arbustifs, d’aulnaies inondables, mais aussi de plantations de peupliers[14].

et une ZNIEFF de type 2 : la basse Vallée de l’Authie et ses versants entre Douriez et l’estuaire. Cette ZNIEFF forme une longue dépression au fond tourbeux  et offre plus de 4 000 ha de marais, de prairies humides et d'étangs.

Carte des ZNIEFF de type 1 et 2 sur la commune
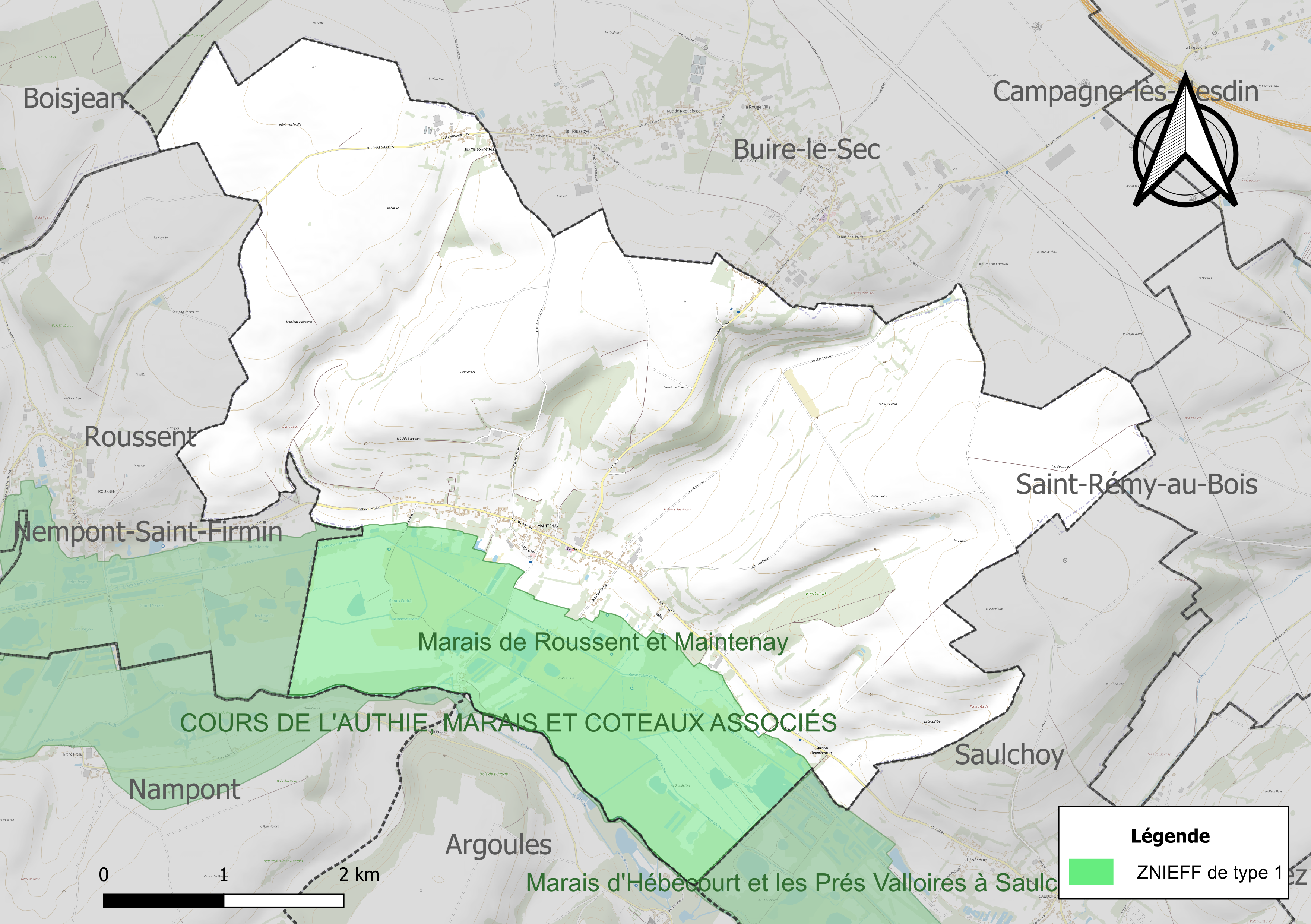
Carte des ZNIEFF de type 1 sur la commune.
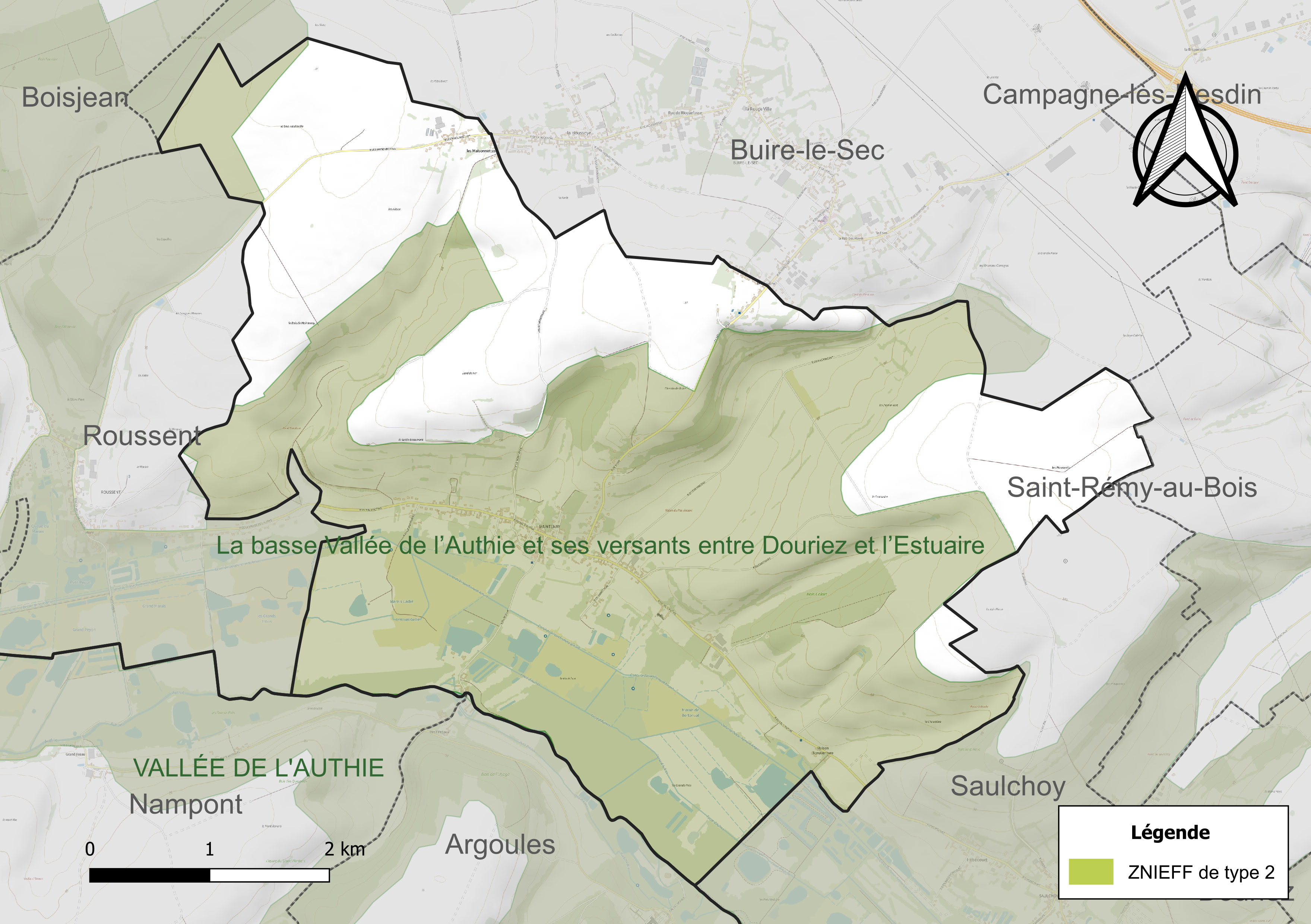
Carte de la ZNIEFF de type 2 sur la commune.

#### Site Natura 2000
Le réseau Natura 2000 est un réseau écologique européen de sites naturels d’intérêt écologique élaboré à partir des directives « habitats » et « oiseaux ». Ce réseau est constitué de zones spéciales de conservation (ZSC) et de zones de protection spéciale (ZPS). Dans les zones de ce réseau, les États membres s'engagent à maintenir dans un état de conservation favorable les types d'habitats et d'espèces concernés, par le biais de mesures réglementaires, administratives ou contractuelles.
Sur la commune, un site Natura 2000 de type B est défini en site d'importance communautaire (SIC) : les prairies et marais tourbeux de la basse vallée de l'Authie, d'une superficie de 307 ha.

#### Espèces faunistiques et floristiques
L’Inventaire national du patrimoine naturel (INPN) recense plusieurs espèces faunistiques et floristiques sur le territoire de la commune dont certaines sont protégées et d’autres menacées et quasi-menacées.

## Urbanisme

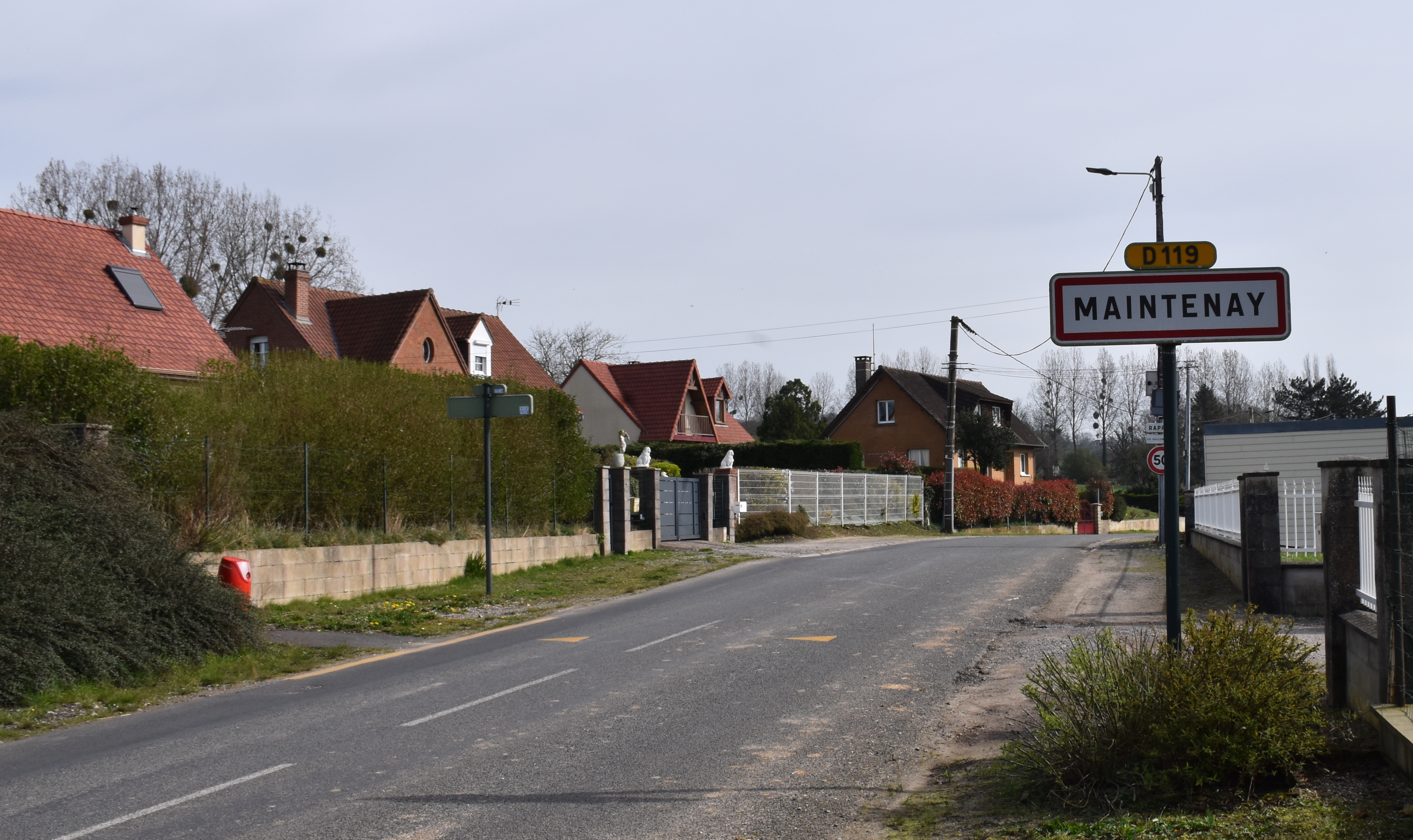
Une entrée de la commune.

### Typologie
Au 1er janvier 2024, Maintenay est catégorisée commune rurale à habitat dispersé, selon la nouvelle grille communale de densité à sept niveaux définie par l'Insee en 2022.
Elle est située hors unité urbaine et hors attraction des villes,.

### Occupation des sols
L'occupation des sols de la commune, telle qu'elle ressort de la base de données européenne d’occupation biophysique des sols Corine Land Cover (CLC), est marquée par l'importance des territoires agricoles (77,6 % en 2018), en diminution par rapport à 1990 (80,1 %). La répartition détaillée en 2018 est la suivante : 
terres arables (60 %), zones humides intérieures (16,5 %), prairies (15,6 %), zones urbanisées (4,1 %), zones agricoles hétérogènes (2 %), forêts (1,8 %). L'évolution de l’occupation des sols de la commune et de ses infrastructures peut être observée sur les différentes représentations cartographiques du territoire : la carte de Cassini (XVIIIe siècle), la carte d'état-major (1820-1866) et les cartes ou photos aériennes de l'IGN pour la période actuelle (1950 à aujourd'hui).

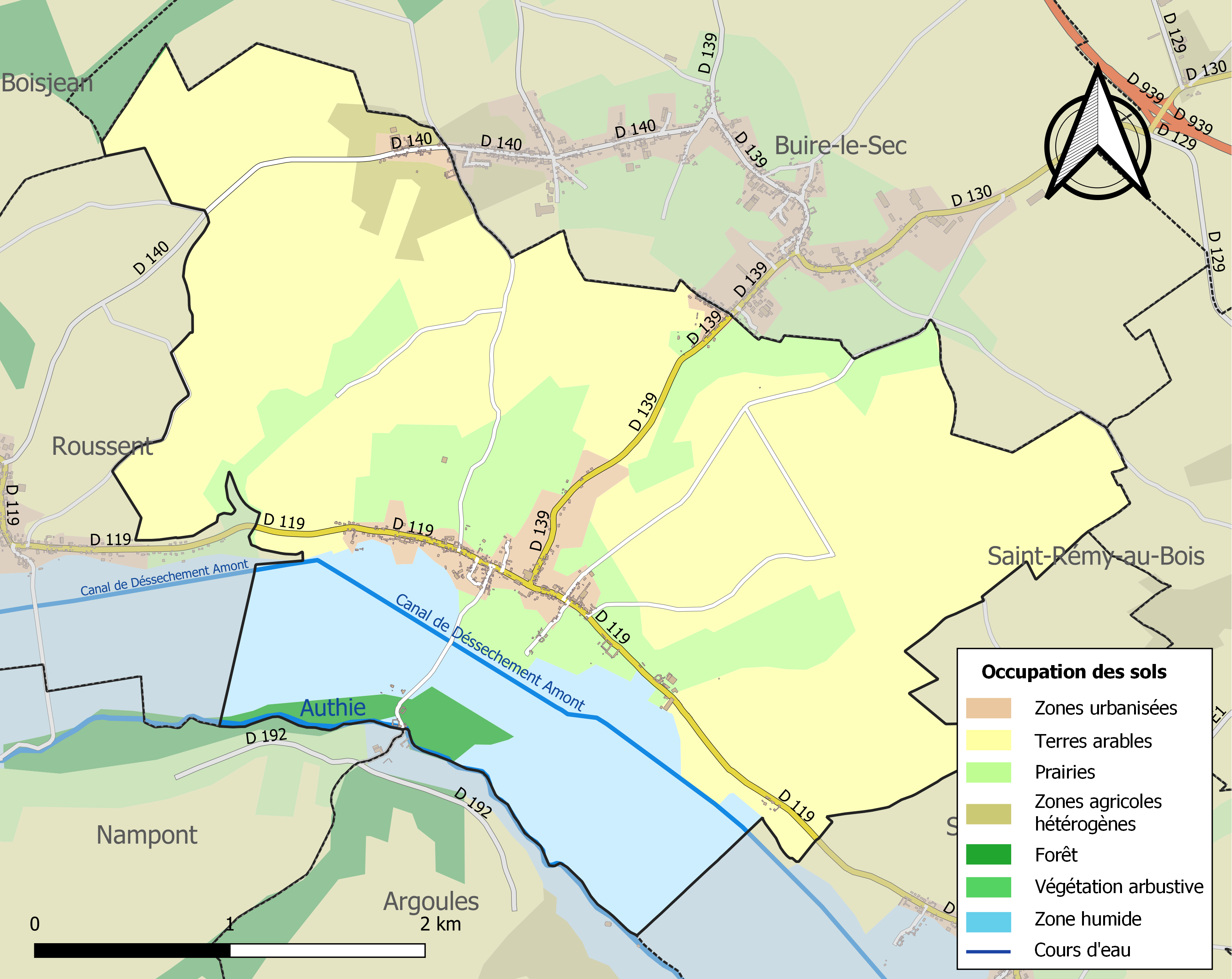
Carte des infrastructures et de l'occupation des sols de la commune en 2018 (CLC).

## Toponymie
Le nom de la localité est attesté sous les formes Mentenaium (1104-1124), Mentanaium (1195), Mentiniacum et Mentenai (1198), Mentennai, Mentegnai et Mentengnai (1200), Mentenay (1210), Menteniacum (1218), Menteneium (1224), Menthenaium (1239), Mentenay (1242), Menteneye et Mentanayum (1244), Mentenayum (1252), Menthenay (1271), Mentenaye (1130), Mentanaye (1308), Mentenay (1372), Mentenay (XIVe siècle), Montenait (1403), Montenoy (1421), Montenay (1687), Maintenay (1759), Maintenay (1789), Maintenay (depuis 1793 et 1801).

## Histoire

Armes de la famille De Maisnières.

Les premiers seigneurs de Maintenay seraient issus des comtes de Ponthieu.
Guillaume de Montreuil, seigneur de Maintenay, maria sa fille unique Clémence avec Guillaume de Maisnières. Le couple « transige » dans des actes en relation avec l'abbaye de Valloires en 1232 et 1241. Suivront leurs descendants, Aléaume et Guillaume de Maisnières. Ce dernier participe à la bataille de l'ost de Bouvines avec treize chevaliers en septembre 1340 (siège de Tournai).
Guillaume II du nom, seigneur de Maintenay, fut nommé de Ponthieu en 1385. Il épousa Jeanne de Coucy et eurent pour fille Jeanne de Ponthieu, dame de Maintenay, mariée à Dreux, seigneur de Crèvecœur.

## Politique et administration

### Découpage territorial
La commune se trouve dans l'arrondissement de Montreuil du département du Pas-de-Calais.

#### Commune et intercommunalités
La commune a fait partie, de 1996 à 2013, de la communauté de communes du val de Canche et d'Authie et, depuis le 1er janvier 2014, elle est membre de la communauté de communes des 7 Vallées (7 Vallées comm) dont le siège est basé à Hesdin. La communauté de communes des 7 Vallées regroupe 66 communes et compte 29 425 habitants en 2022.

#### Circonscriptions administratives
La commune faisait partie du canton de Campagne-lès-Hesdin, depuis la loi du 22 décembre 1789 reprise par la constitution de 1791, qui divise le royaume (la République en septembre 1792), en communes, cantons, districts et départements.
Dans le cadre du redécoupage cantonal de 2014 en France, elle est maintenant rattachée, ainsi que toutes les communes de l'ancien canton de Campagne-lès-Hesdin, au canton d'Auxi-le-Château qui passe de 26 à 84 communes.

#### Circonscriptions électorales
Pour l'élection des députés, la commune fait partie, depuis 1986, de la quatrième circonscription du Pas-de-Calais.

### Élections municipales et communautaires

#### Liste des maires
| Période                                  | Période                    | Identité          | Étiquette | Qualité              |
| ---------------------------------------- | -------------------------- | ----------------- | --------- | -------------------- |
| Les données manquantes sont à compléter. |                            |                   |           |                      |
|                                          | 1999                       | François Dutendas |           |                      |
| 1999                                     | 2008                       | Jean Seneschal    |           | Agriculteur          |
| mars 2008                                | 2014                       | Jacques Dubus     |           |                      |
| 2014,                                    | 2020                       | Jean Seneschal    |           | Agriculteur retraité |
| 3 juillet 2020                           | En cours (au 25 mars 2022) | Reynald Denœux    |           | Technicien,          |

## Population et société

### Démographie
Les habitants sont appelés les Maintenois.

#### Évolution démographique
L'évolution du nombre d'habitants est connue à travers les recensements de la population effectués dans la commune depuis 1793. Pour les communes de moins de 10 000 habitants, une enquête de recensement portant sur toute la population est réalisée tous les cinq ans, les populations de référence des années intermédiaires étant quant à elles estimées par interpolation ou extrapolation. Pour la commune, le premier recensement exhaustif entrant dans le cadre du nouveau dispositif a été réalisé en 2007.

En 2022, la commune comptait 453 habitants, en évolution de +9,42 % par rapport à 2016 (Pas-de-Calais : −0,72 %, France hors Mayotte : +2,11 %).
| 1793 | 1800 | 1806 | 1821 | 1831 | 1836 | 1841  | 1846 | 1851  |
| ---- | ---- | ---- | ---- | ---- | ---- | ----- | ---- | ----- |
| 298  | 486  | 466  | 556  | 837  | 893  | 1 036 | 968  | 1 004 |

| 1856 | 1861 | 1866 | 1872 | 1876 | 1881 | 1886 | 1891 | 1896 |
| ---- | ---- | ---- | ---- | ---- | ---- | ---- | ---- | ---- |
| 969  | 742  | 697  | 760  | 757  | 723  | 746  | 738  | 765  |

| 1901 | 1906 | 1911 | 1921 | 1926 | 1931 | 1936 | 1946 | 1954 |
| ---- | ---- | ---- | ---- | ---- | ---- | ---- | ---- | ---- |
| 759  | 740  | 665  | 525  | 539  | 531  | 512  | 483  | 472  |

| 1962 | 1968 | 1975 | 1982 | 1990 | 1999 | 2006 | 2007 | 2012 |
| ---- | ---- | ---- | ---- | ---- | ---- | ---- | ---- | ---- |
| 429  | 375  | 401  | 405  | 381  | 322  | 370  | 377  | 391  |

| 2017 | 2022 | - | - | - | - | - | - | - |
| ---- | ---- | - | - | - | - | - | - | - |
| 426  | 453  | - | - | - | - | - | - | - |

#### Pyramide des âges
En 2018, le taux de personnes d'un âge inférieur à 30 ans s'élève à 34,6 %, soit en dessous de la moyenne départementale (36,7 %). À l'inverse, le taux de personnes d'âge supérieur à 60 ans est de 26,3 % la même année, alors qu'il est de 24,9 % au niveau départemental.
En 2018, la commune comptait 219 hommes pour 217 femmes, soit un taux de 50,23 % d'hommes, légèrement supérieur au taux départemental (48,50 %).
Les pyramides des âges de la commune et du département s'établissent comme suit.
| Hommes | Classe d’âge | Femmes |
| ------ | ------------ | ------ |
| 0,0    | 90 ou +      | 0,9    |
| 4,1    | 75-89 ans    | 6,9    |
| 20,6   | 60-74 ans    | 20,3   |
| 24,6   | 45-59 ans    | 18,7   |
| 16,5   | 30-44 ans    | 18,2   |
| 15,1   | 15-29 ans    | 15,6   |
| 19,1   | 0-14 ans     | 19,3   |

| Hommes | Classe d’âge | Femmes |
| ------ | ------------ | ------ |
| 0,5    | 90 ou +      | 1,6    |
| 5,6    | 75-89 ans    | 8,9    |
| 16,7   | 60-74 ans    | 18,1   |
| 20,2   | 45-59 ans    | 19,2   |
| 18,9   | 30-44 ans    | 18,1   |
| 18,2   | 15-29 ans    | 16,2   |
| 19,9   | 0-14 ans     | 17,9   |

## Culture locale et patrimoine

### Lieux et monuments

#### Monuments historiques
- L'église Saint-Nicolas. Ce bâtiment (chœur et transept) fait l’objet d’une inscription partielle au titre des monuments historiques depuis le 10 juin 1926[42]
- Le moulin à eau. Ce bâtiment (façades et toitures du moulin à eau et de la scierie) fait l’objet d’une inscription partielle au titre des monuments historiques depuis le 8 novembre 2011[43]. Autrefois actionné par l'Authie et générateur d'une source d'énergie économique, le moulin à eau n'était devenu qu'un centre d'intérêt pour visiteurs. Brûlé pendant la guerre de Cent Ans, il date du XIIe siècle.

En 2021, le propriétaire, dont le site du moulin est dans sa famille depuis six générations, décide de redonner vie au moulin. Après deux ans de travaux réalisés par des artisans spécialisés, la roue à aubes tournera fin août et pourra bientôt moudre une variété de blé ancien, biologique et local. Un lieu convivial, pouvant accueillir, ouvrira en 2024. Les amateurs y trouveront de la farine et du pain produit sur place et dans les boulangeries d'un couple partenaire du projet.

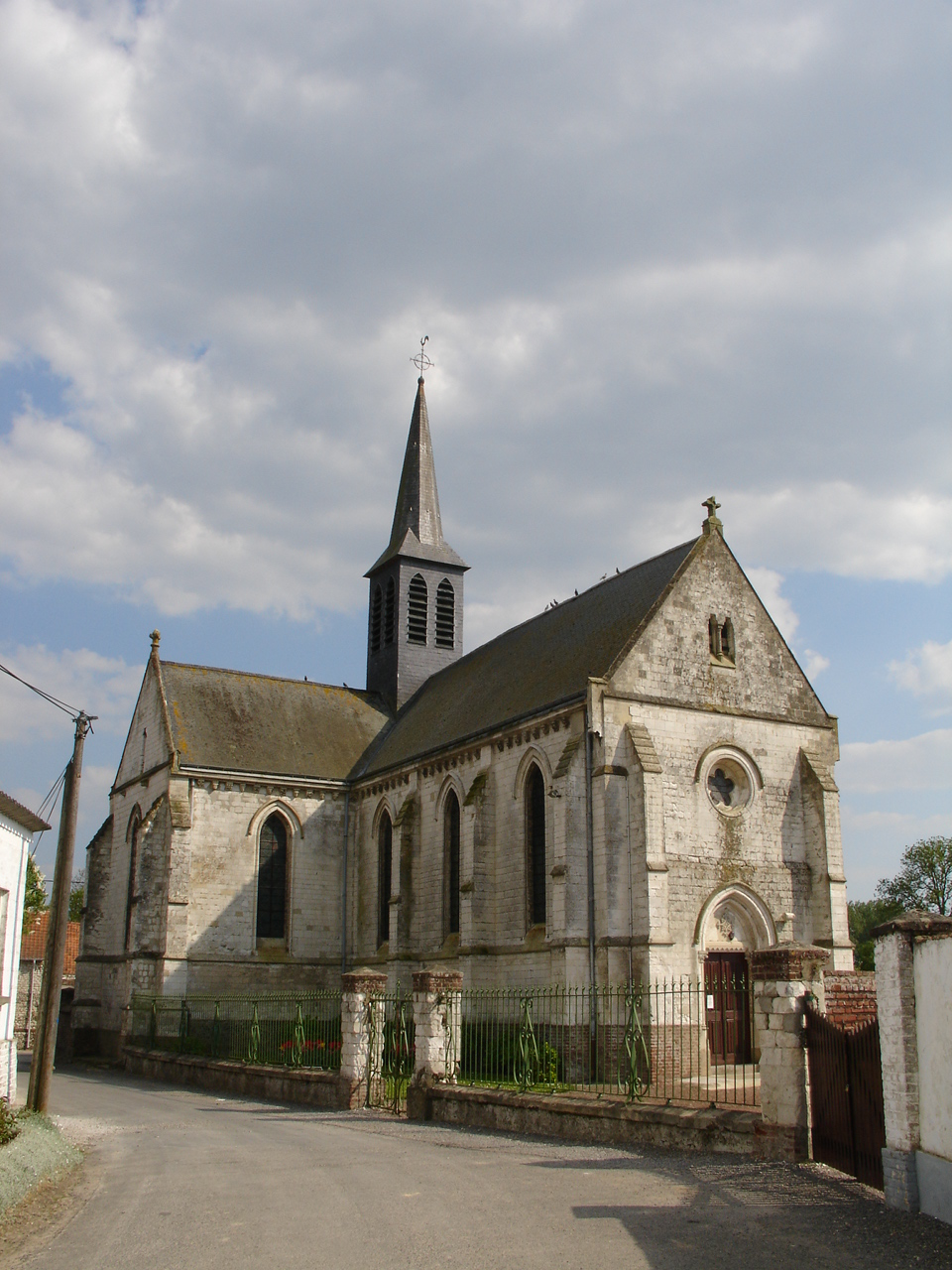
L'église Saint-Nicolas.
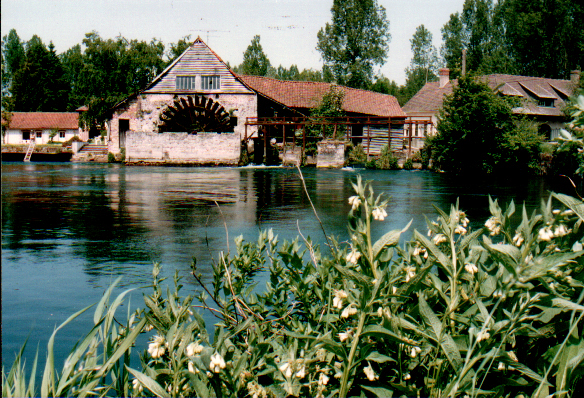
Le moulin.

#### Autres lieux et monuments
- Les restes du moulin à vent de « Mon Plaisir », dans la plaine des Moussents, se trouvent eux aussi sur le territoire de Maintenay[45].
- Le prieuré bénédictin Notre-Dame de Maintenay[46],[47].
- Le monument aux morts, surmonté du Poilu au repos, statue du sculpteur Étienne Camus[48].

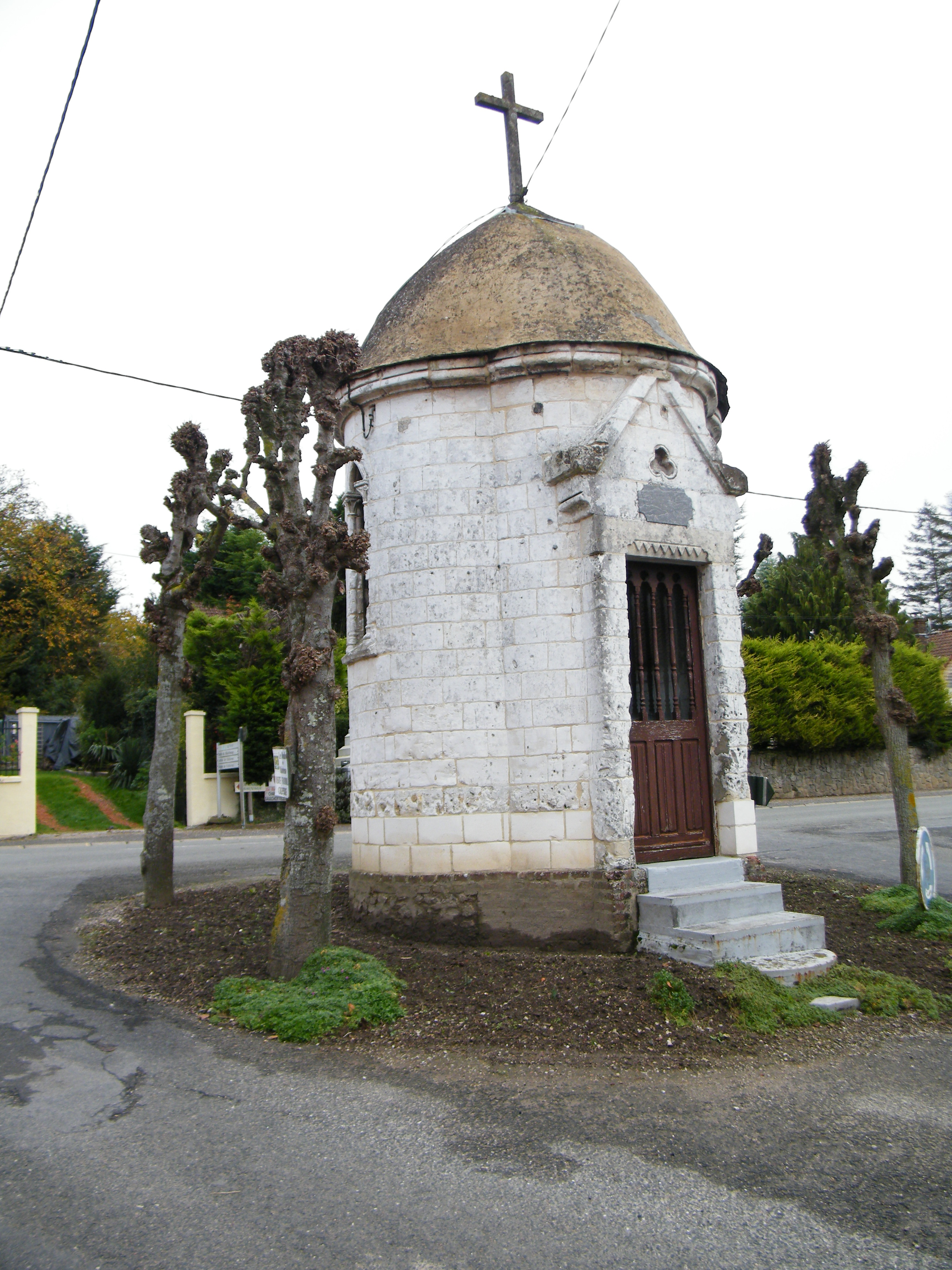
La chapelle circulaire dédiée à la Vierge.
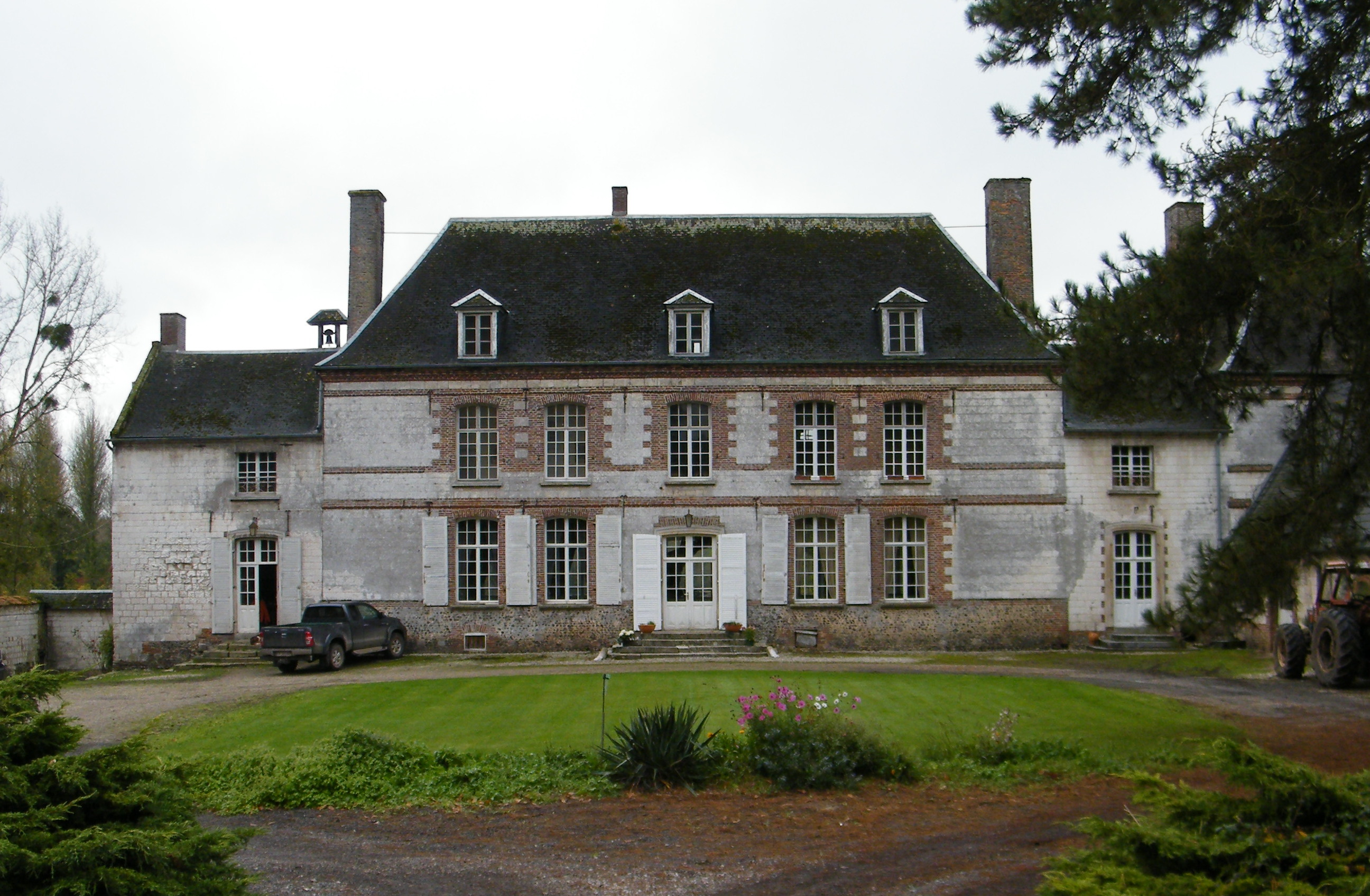
L'héritage architectural.
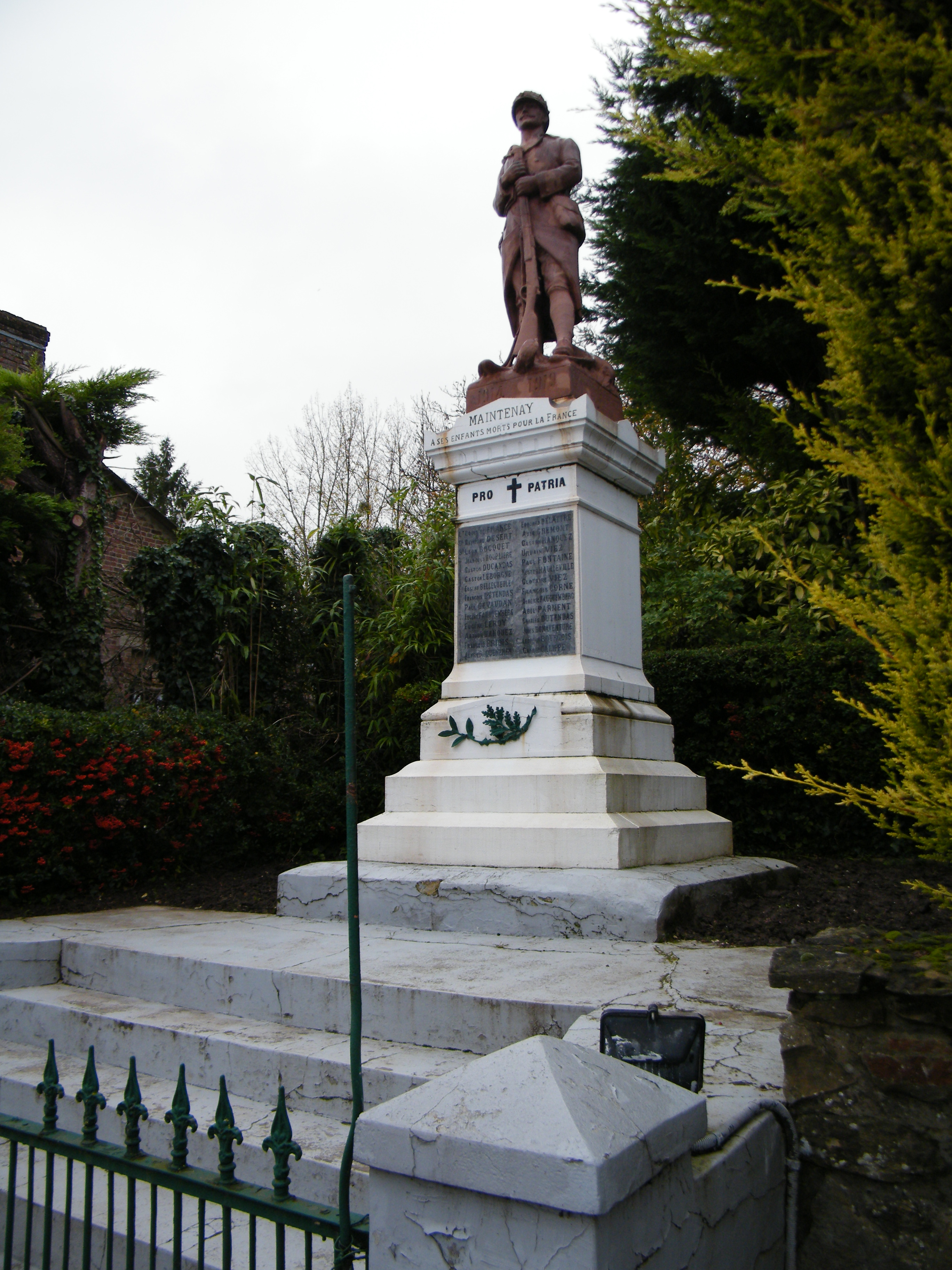
L'hommage aux morts pour la patrie.

### Héraldique
| Blason de Maintenay | Blason  | D'or à trois bandes d'azur, à l'église d'argent brochant en abîme.                                                                       |
| Blason de Maintenay | Détails | En 1990, la commune a ajouté son église aux armes de la famille De Maisnières, issue des comtes de Ponthieu. Adopté par la municipalité. |

## Pour approfondir

#### Bases de données, dictionnaires et encyclopédies
- Ressources relatives à la géographie :   - Insee (communes)
  - Ldh/EHESS/Cassini
- Ressource relative à plusieurs domaines :   - Annuaire du service public français
- Notices d'autorité :   - BnF (données)

#### Autres liens externes
- Dossier de la commune sur le site de l'Insee[Note 6], [lire en ligne]
- La commune sur le site des archives départementales du Pas-de-Calais, [lire en ligne]
- La commune sur Remonter le temps, sur le site de l’IGN, [lire en ligne][Note 7]
- « Maintenay » sur Géoportail.